# Nürnbergs tunnelbana
Nürnbergs tunnelbana, U-Bahn Nürnberg öppnades 1972 och är Tysklands yngsta tunnelbana. Den utgör stommen i den spårbundna trafiken i Nürnberg och Fürth tillsammans med S-Bahn och Nürnbergs spårväg. Tunnelbanan har linjerna U1, U2 och U3 och nätet är på totalt 38,2 km med 49 stationer.

## Historia

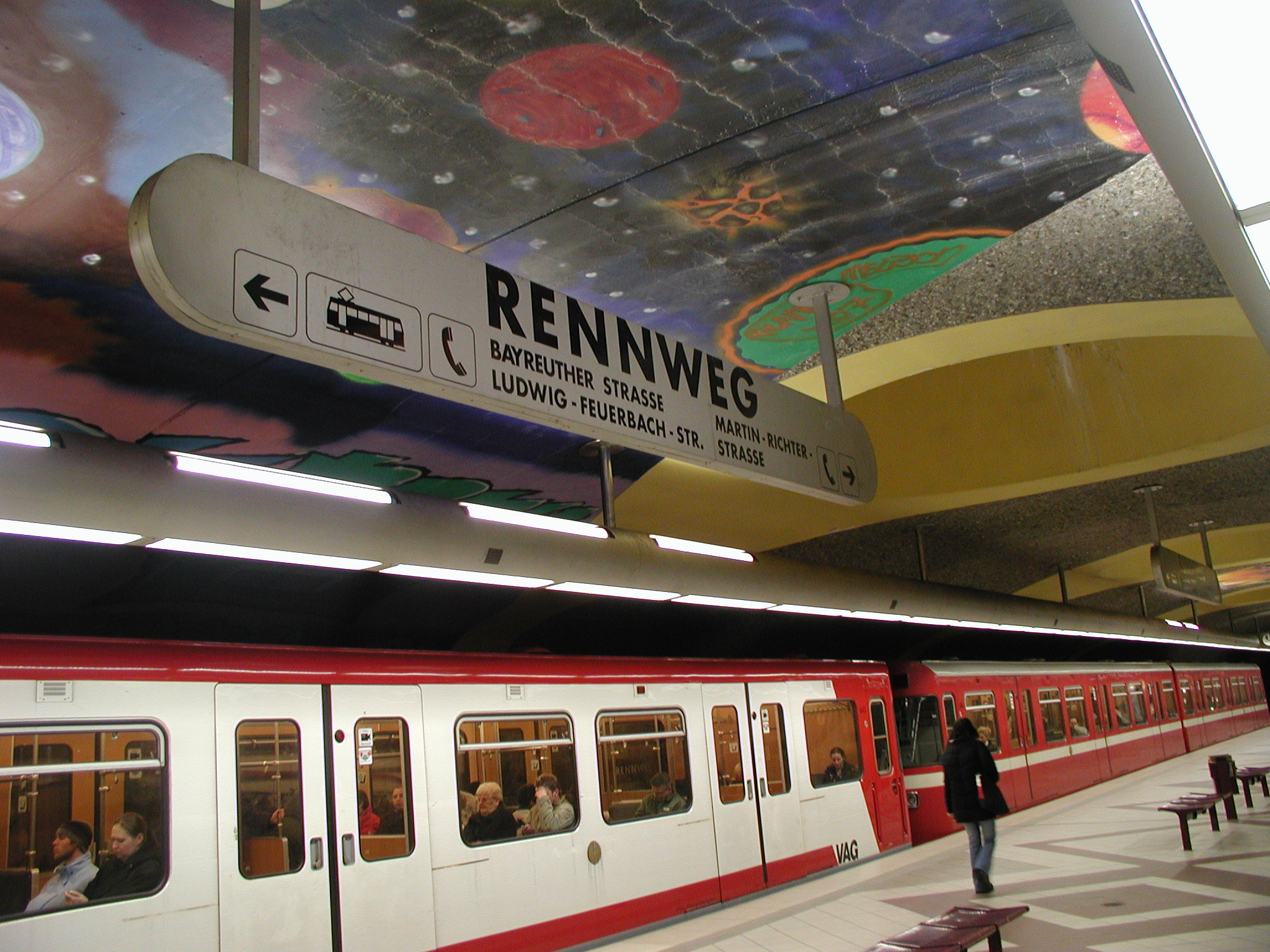
Station Rennweg

Den första idén om en tunnelbana i Nürnberg går tillbaka till 1925 då Oscar Freytag ville bygga en tunnelbana under Fürther Strasse. Planen blev aldrig av på grund av kostnaderna och de tekniska kraven. I slutet av 1930-talet kan man säga att Nürnberg tog sitt första steg mot en tunnelbana då man lade spårvägsspåren under Allersberger Strasse och Bayernstrasse under jord. Detta gjordes för att inte marscherna av nazisterna och de medföljande besökarmassorna skulle störas av kollektivtrafiken i vad som var en huvudstad för nazisterna med de årligt återkommande partidagarna.
Efter andra världskriget återkom planerna på kollektivtrafik under jord i Nürnberg. 1958 lade Max-Erich Feuchtinger fram en plan som Nürnbergs stad avslog. 1962 kom Walther Lambert med en ny utredning om framtidens kollektivtrafik. 1963 beslöts om byggandet av ett spårvägsnät under jord med möjlighet att bygga om till tunnelbana i framtiden.
1965 reviderades beslutet till förmån för byggandet av en riktig tunnelbana. Man ville hoppa över steget med spårväg och direkt satsa på tunnelbana. Projektet fick statsstöd från tyska staten och delstaten Bayern. I slutet av 1960-talet tog man fram konkreta planer efter att en stadsplan gått igenom. Det fanns flera olika varianter. 1967 togs det första spadtaget för tunnelbanan. 1972 kunde den första sträckan invigas från Langwasser Süd till Bauernfeindstrasse. Därmed var Nürnberg den fjärde staden i Tyskland med tunnelbana efter Berlin (1902), Hamburg (1912) och München (1971). I samma veva sköts ett avtal med grannstaden Fürth om tunnelbana dit.

## Linjer
Linjenätet består av linje U1, U2 och U3, varav U3 är den senast byggda.

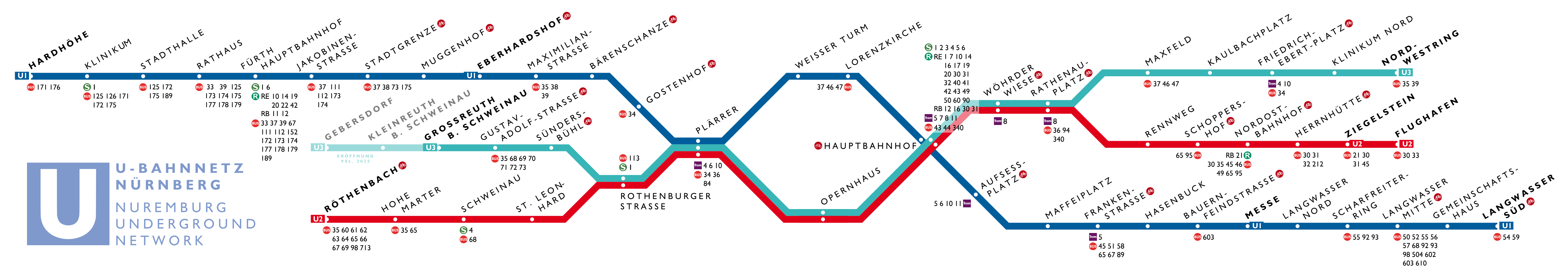

| Linje | Sträcka                                | Öppnad    | Längd   | Stationer |
| ----- | -------------------------------------- | --------- | ------- | --------- |
| U1    | Fürth Hardhöhe - Langwasser Süd        | 1972–2007 | 18,5 km | 27        |
| U2    | Flughafen - Röthenbach                 | 1984–1999 | 13,2 km | 16        |
| U3    | Großreuth bei Schweinau - Nordwestring | 2008–2020 | 9,2 km  | 14        |

## Framtid
Linje U3 byggs just nu ut med två stationer till Gebersdorf som planeras att öppnas 2025. 

## Stationer
Tunnelbana har 48 stationer varav 41 är under jord. 
De äldsta stationerna från 1960-talet är enhetligt hålla i sina arkitektur och har samma typ av kakelväggar. Under 1970-talet utvecklade man arkitekturen till att ha flera detaljer och att den inspirerades i sin utformning från miljön omkring. Under 1980-talet började man utlysa tävlingar för studenter vid Georg-Simon-Ohm-Hochschule i att utforma stationer. Under 1990-talet har man använt mer stål, ljusa färger och glas i nya stationer och arkitekter och formgivare utanför Nürnberg hat fått uppdrag. 

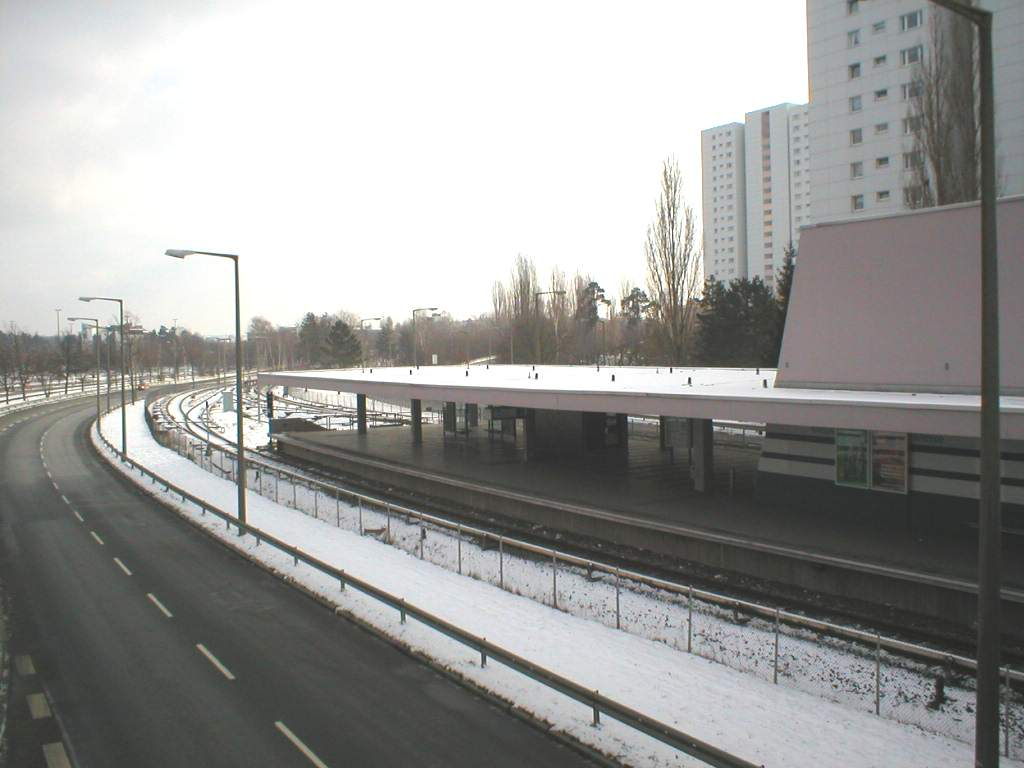
Messe (1972)
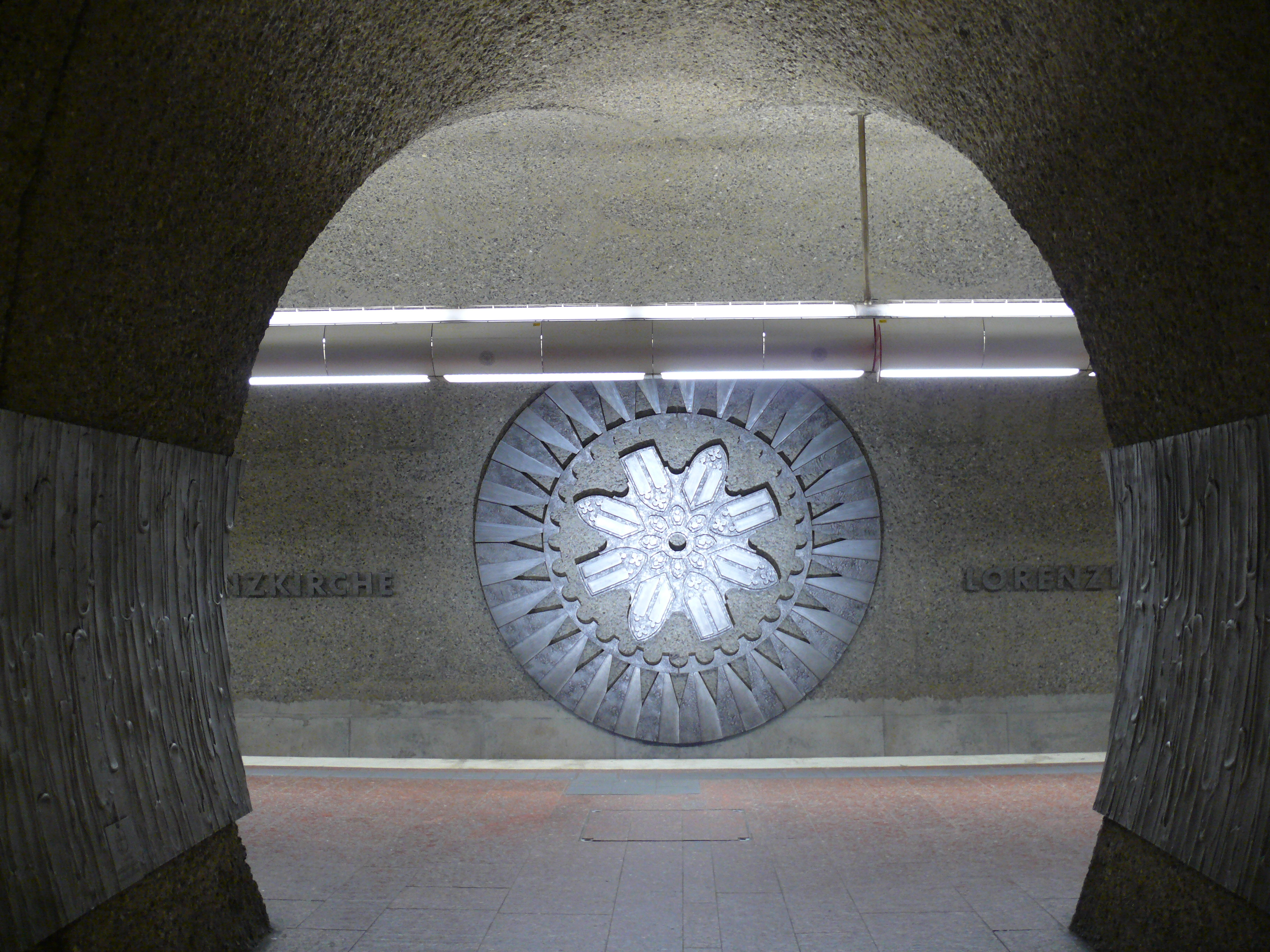
Lorenzkirche (1978)
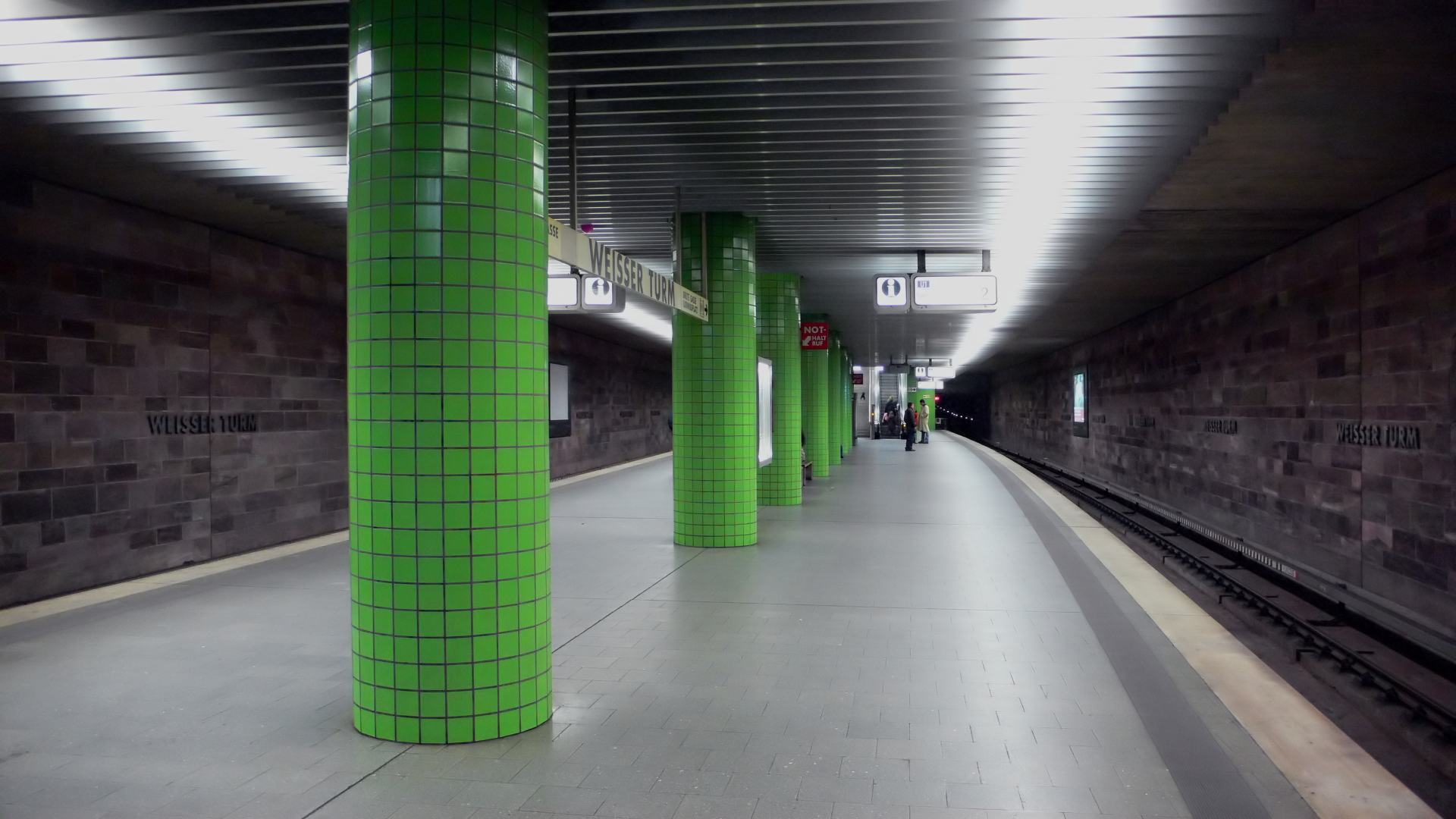
Weißer Turm (1978)
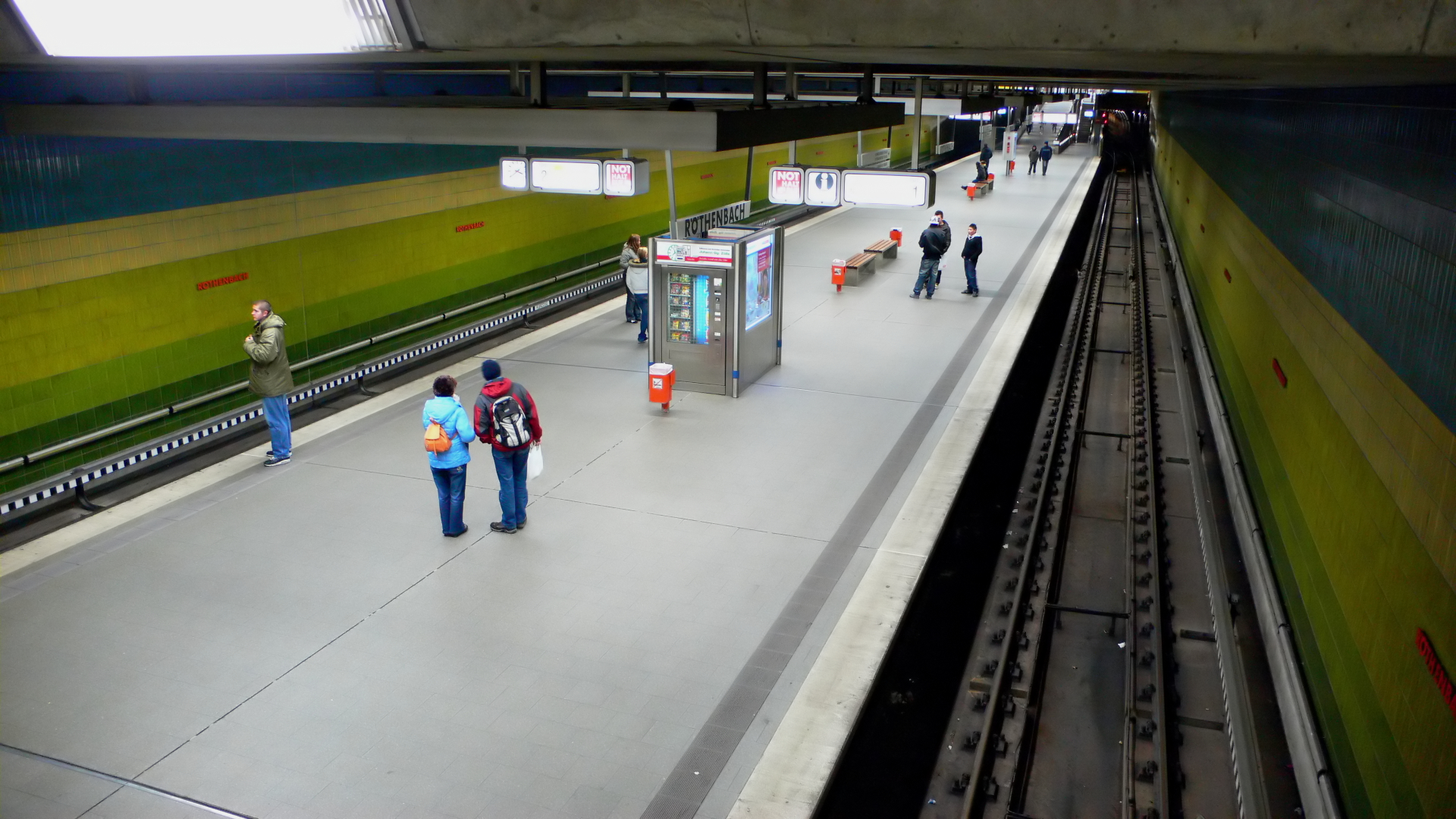
Röthenbach (1986)
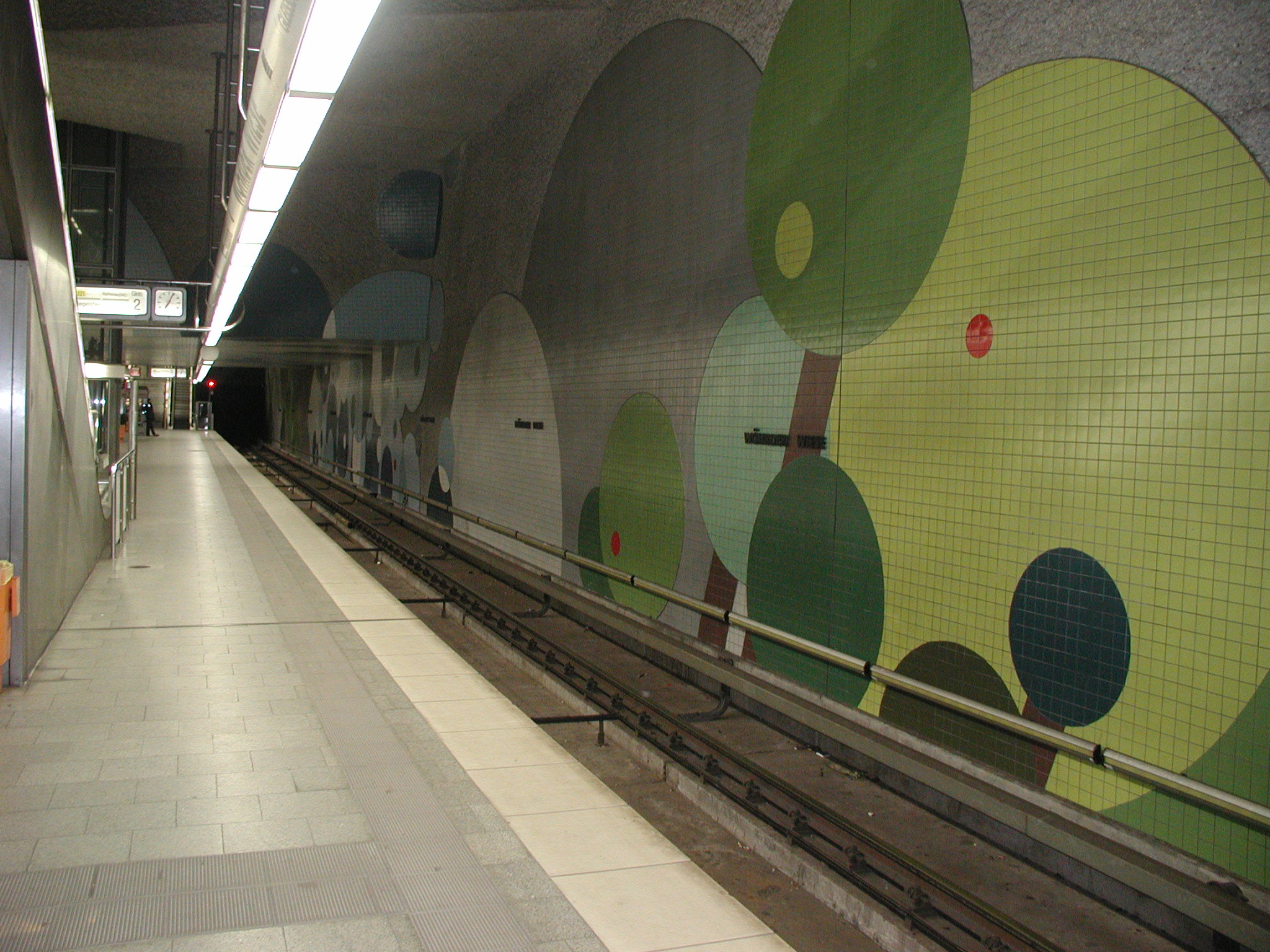
Wöhrder Wiese (1990)
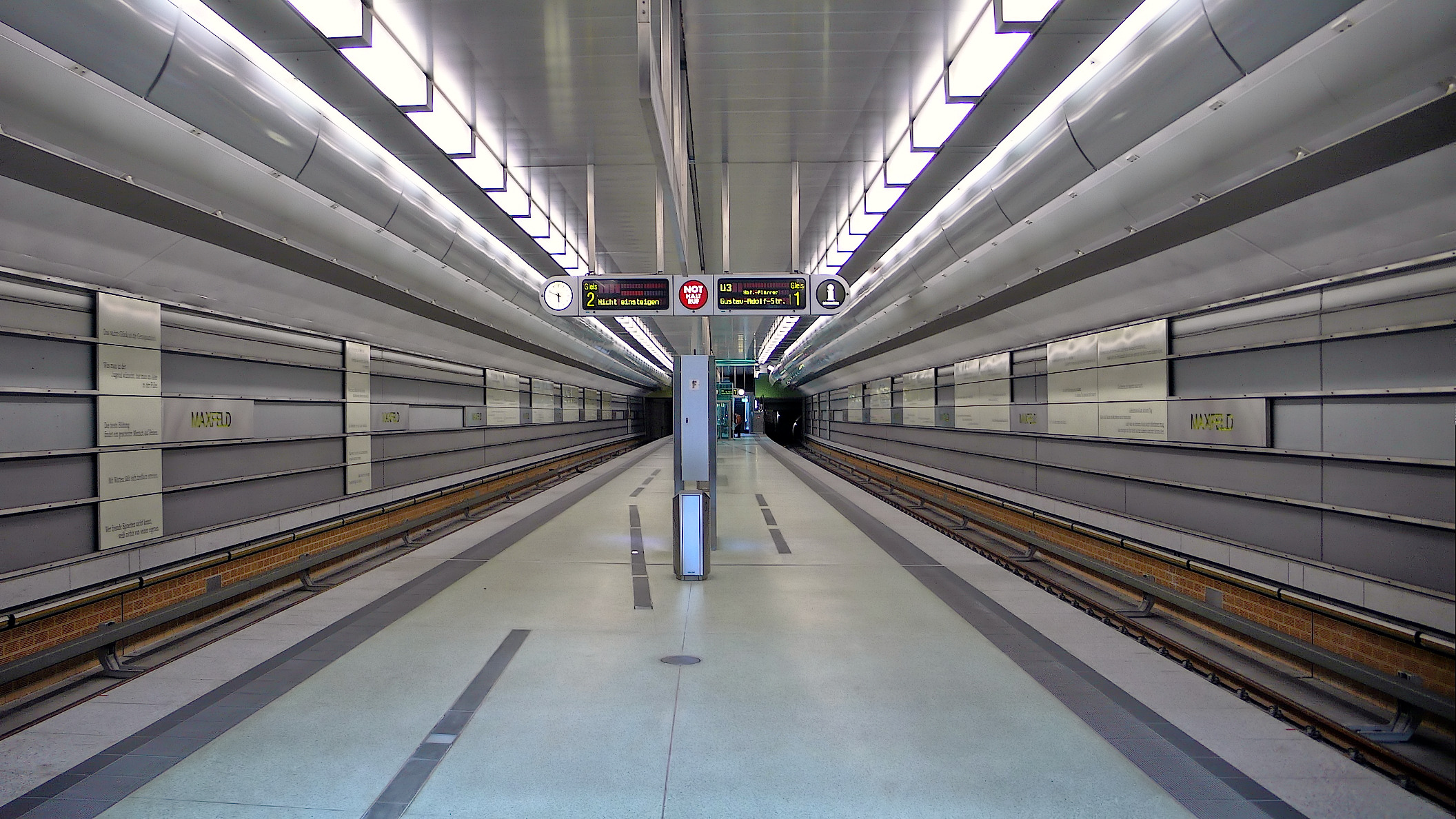
Maxfeld (2008)

## Vagnpark
Vagnarna åker på normalspår (1435 mm) och drivs med 750 volts likström. De kan köra som snabbast i 80 km/h. Den första serien, Typ DT1, levererades 1970-1984 och tillverkades av AEG, MAN och Siemens AG. Den efterföljande vagnserien DT2 följde 1993 i samband med utbyggnaden av till Schoppershof då tolv nya vagnar köptes in från Adtranz och Siemens. Nästa vagnstyp är DT3 som satte i trafik 2004 och som körs automatiskt vilket gör att en förarhytt saknas. Senare levererades en variant kallad DT3F med förarhytt för att kunna köra vagnarna på alla spår. DT3 är byggd av Siemens. Modernaste vagnstypen i nuläget är DT4 vars första vagnar finns på U1 sedan 2019 och ska eventuellt ersätta DT1 och DT2.

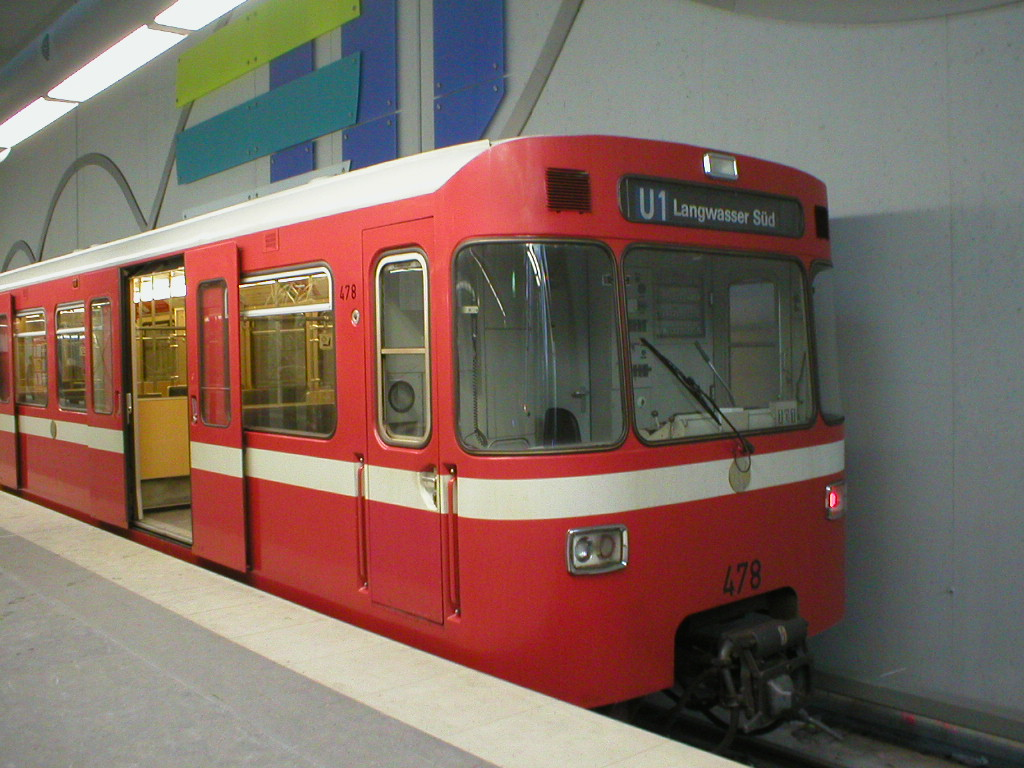
DT1
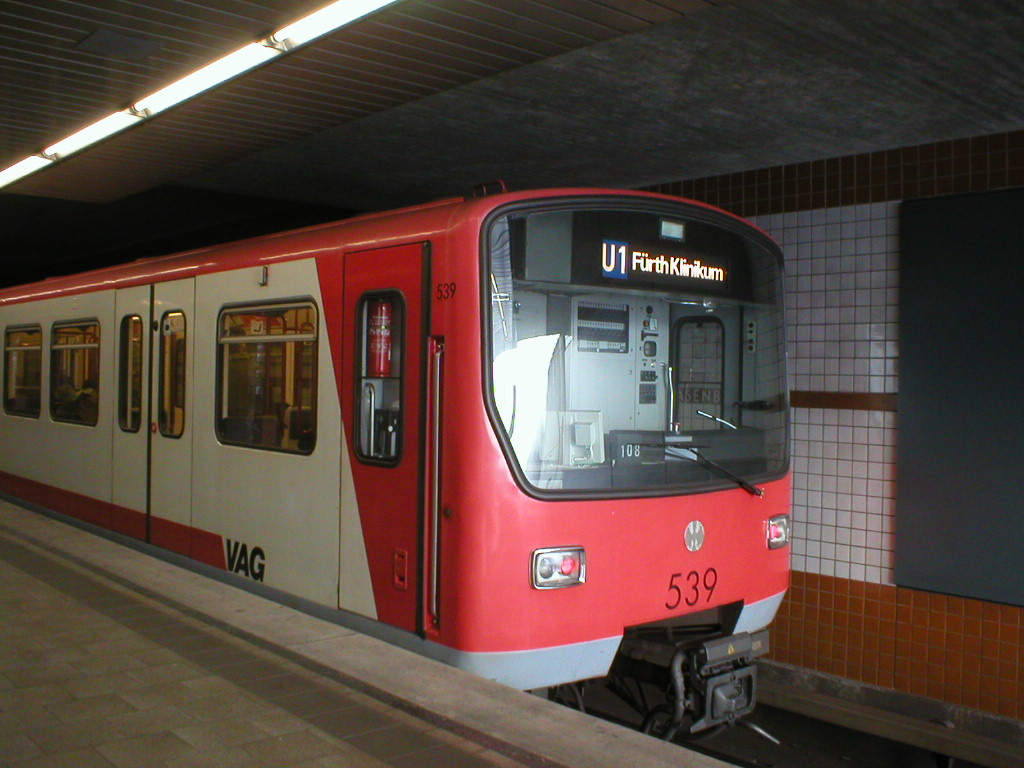
DT2
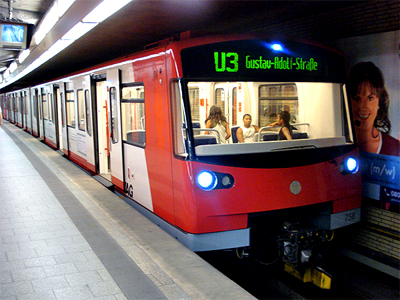
DT3
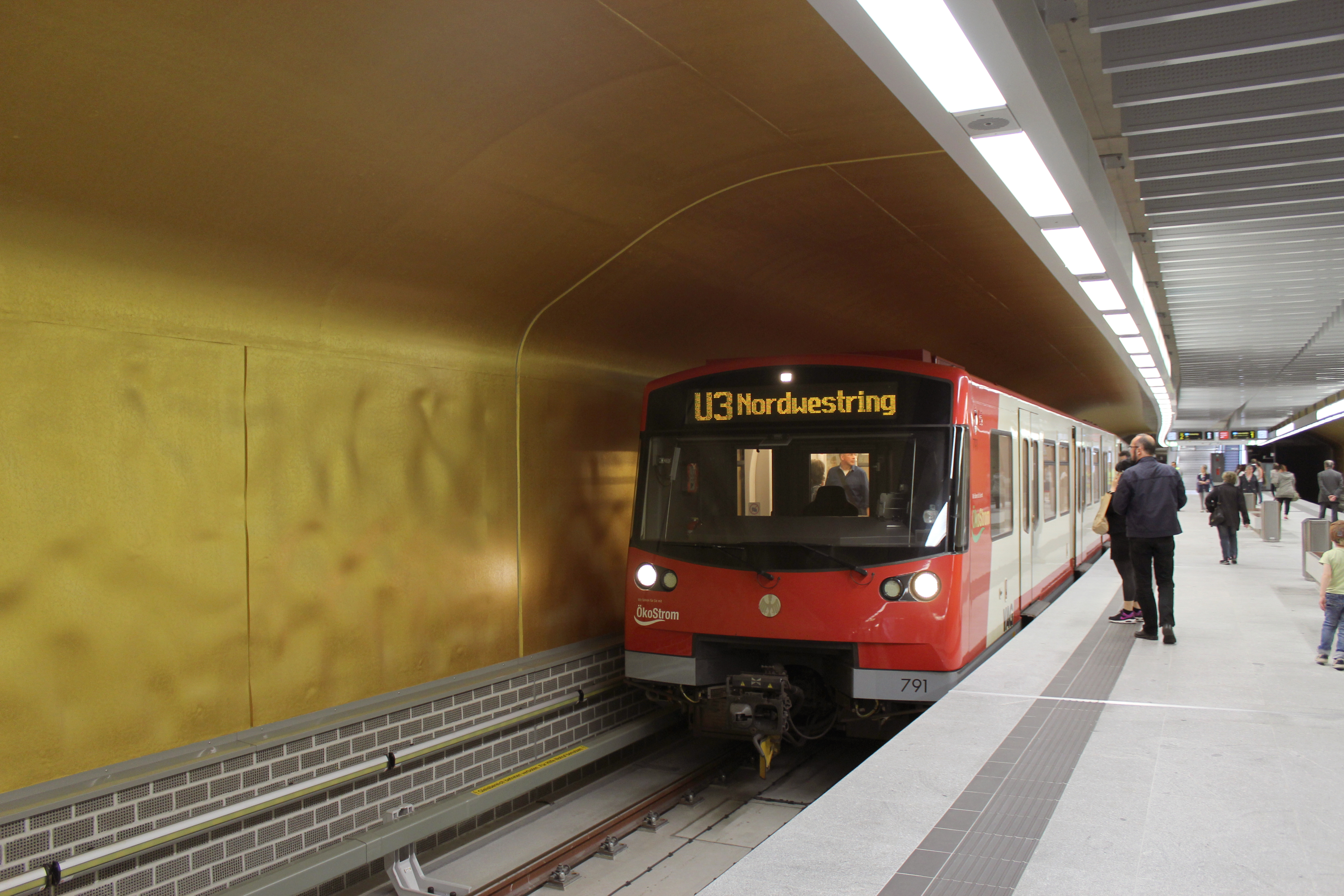
DT3F
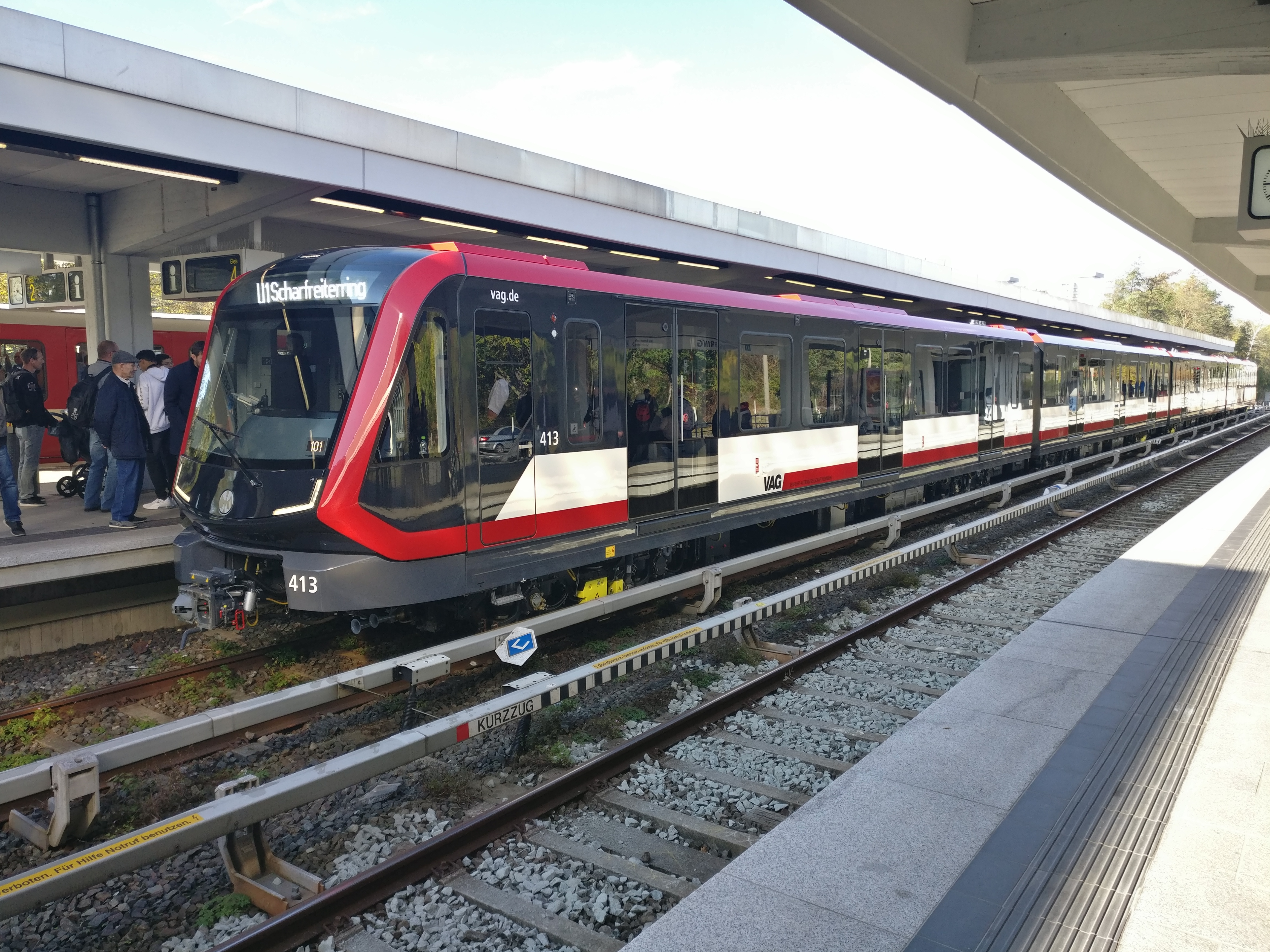
DT4